# Catalogue of Life
Catalogue of Life (англ.) («Каталог жизни») — онлайн-база данных, которая содержит индексированный перечень известных видов животных, растений, грибов и микроорганизмов. Он был создан в 2001 году в рамках партнерства между глобальной организацией Species 2000 и американской Объединённой таксономической информационной службой. Каталогом пользуются ученые, исследователи, преподаватели и политики. Каталог также используется библиотекой Biodiversity Heritage Library, платформой Barcode of Life Data System, онлайн-энциклопедией Encyclopedia of Life и сайтом Global Biodiversity Information Facility. В настоящее время Каталог объединяет данные из 165 рецензируемых таксономических баз данных, которые ведутся специализированными учреждениями по всему миру. По состоянию на август 2024 года в списке каталога (COL Checklist) перечислено 2 166 465 видов живых существ из 7 царств из 2,2 млн существующих на планете видов, известных в настоящее время таксономистам, и 11 270 видов вирусов из всех 6 реалмов.

## Структура
Каталог Catalogue of Life использует простую структуру данных для предоставления информации о синонимии, группировке в таксономической иерархии, названиях, распространении и экологической среде. Он предоставляет собой динамическое издание, которое обновляется ежемесячно (и в котором данные могут меняться без отслеживания этих изменений) и ежегодный контрольный список, который предоставляет датированную, проверяемую ссылку на использование названий и связанных данных. Разработка Каталога финансировалась через проекты Species 2000 europa (EuroCat), 4d4Life, i4Life в 2003—2013 годах, а позднее Центром биоразнообразия Naturalis (Лейден, Нидерланды) и группой Species Files в Illinois Natural History Survey в Шампейн-Урбане.
Перечень лиц, управляющих каталогом, участников, и другая соответствующая меняющаяся со временем информация перечислены на веб-сайте Catalogue of Life.

## Использование
В основном Каталог используется для предоставления базовой таксономии для других глобальных порталов данных и биологических коллекций. В рамках проекта i4Life он имеет официальные партнерские отношения с Global Biodiversity Information Facility, Европейским архивом нуклеотидов (European Nucleotide Archive), энциклопедией Encyclopedia of Life, европейским консорциумом Consortium for the Barcode of Life, Красным списком МСОП (IUCN Red List) и Life Watch. Общедоступный интерфейс включает функции поиска и просмотра, а также предлагает многоязычные услуги.
В Каталоге к 2003 году было перечислено 300 000 видов, к 2005 году — 500 000 видов, а к 2006 году — более 800 000 видов. По состоянию на 2019 год в Каталоге было перечислено 1,9 миллиона существующих и вымерших видов. По оценкам ученых, на Земле существует 14 миллионов, в основном неописанных видов. Однако это число неопределенно, поскольку отсутствуют данные о возможном количестве неописанных насекомых, нематод, бактерий, грибов и многих других.

## Catalogue of Life Plus
В 2015 году группа экспертов представила консенсусную иерархическую классификацию жизни, которая включала некоторые секторы, ещё не представленные в опубликованном Каталоге. В том же году Catalogue of Life, Barcode of Life Data System, Biodiversity Heritage Library, Encyclopedia of Life и Global Biodiversity Information Facility (GBIF) встретились, чтобы рассмотреть вопрос о создании единой общей авторитетной номенклатуры и таксономической основы «Catalogue of Life Plus», которую можно было бы использовать для упорядочивания и объединения данных о биоразнообразии, включая контент, ещё не включенный в Catalogue of Life, но доступный через другие источники, для обслуживания как пользователей настоящего Каталога, так и пользователей расширенного таксономического контента (такого как GBIF) с использованием общей инфраструктуры. Catalogue of Life Plus разработает информационный центр, охватывающий научные названия всех форм жизни, обеспечит единое таксономическое представление и предоставит возможность для обратной связи от авторитетных лиц по контенту. Catalogue of Life разрабатывается совместно с Global Species List Working Group, чтобы избежать дублирования и работать над созданием авторитетного глобального списка видов.